# Juan Nava Franquesa
Juan Nava Franquesa (Ripollet, 1952) és un dissenyador valencià. Ha treballat sobre tipografia.
Comença a treballar el 1970 a diferents estudis publicitaris, i el 1973 comença en l'interiorisme i l'aparadorisme. Entre 1976 i 1981 treballa com a director artístic a Canut Bardina, destacant el disseny d'un estoig per a Licor 43. El 1982 funda COM & AS.
En 2016 dissenya la coberta dels títols de la col·lecció Estudis Universitàris, de la Institució Alfons el Magnànim.